# Éric Daniel
Éric Daniel est un ancien joueur désormais entraîneur français de volley-ball né le 30 avril 1957 à Bois-Colombes (Hauts-de-Seine). Il est depuis 1995 directeur du Centre national du volley-ball.
Il est le père de Clément Daniel, joueur de l'Avignon Volley-Ball.
Il est aussi le fils d'André Daniel, entraîneur de l'équipe de France de saut en hauteur.

## Joueur
Il a joué à Asnières sports jusqu'en 1982 et a également été joueur international A en équipe de France de 1977 à 1982

### Palmarès
- Championnat de France
  - Finaliste : 1978, 1982

## Entraîneur

### Clubs
| Club                             | Pays   | De        | À         |
| -------------------------------- | ------ | --------- | --------- |
| Asnières sports                  | France | 1981-1982 | 1984-1985 |
| France                           | France | 1983-1984 | 1987-1988 |
| Arago de Sète                    | France | 1985-1986 | 1994-1995 |
| CNVB                             | France | 1995-1996 | 2014-2015 |
| Pôle Espoir Languedoc-Roussillon | France | 2015-2016 | …         |